# Musikmagasinet Ritz
Musikmagasinet Ritz, vanligen kallat endast Ritz, var en rocktidskrift som utgavs i Göteborg 1984–1985.  Chefredaktör och ansvarig utgivare var Mats Ignell (född 1954). Tidskriften utkom med 11 nummer/år. Sista numret 1985 hade namnet Schlager/Ritz då tidskriften sammanslagits med konkurrenten Schlager, varefter namnet från 1986 blev Slitz. Under detta namn var tidskriften ursprungligen inriktad på musikjournalistik, men blev sedermera ett livsstilsmagasin för män.